# 85 Ceti
Désignations
85 Ceti est une étoile, qui contrairement à ce que suggère sa désignation de Flamsteed, se trouve dans les limites de la  de la constellation du Bélier. Elle est également connue par sa désignation du catalogue Henry Draper de HD 16861 et par celle du catalogue HR de HR 797. Elle a une magnitude apparente visuelle de 6,30 et se trouve à environ 410 années-lumière (130 parsecs) de la Terre.
85 Ceti est une étoile blanche de la séquence principale avec un type spectral A2 V. Elle a 2,4 fois la masse du Soleil et brille avec 48 fois la luminosité du Soleil. Cette énergie est rayonnée dans l'espace depuis son atmosphère extérieure à une température effective de 8 810 K. Cette chaleur lui donne la couleur blanche d'une étoile de type A.